# Liste der Naturdenkmale im Amt Grabow
In der Liste der Naturdenkmale im Amt Grabow werden die Einzel-Naturdenkmale und Flächennaturdenkmale aufgeführt, welche sich in dem zum Landkreis Ludwigslust-Parchim (Mecklenburg-Vorpommern) gehörenden Amt Grabow befinden. Es handelt sich um eine Teilliste der Liste der Naturdenkmale im Landkreis Ludwigslust-Parchim.

## Naturdenkmale
Im Amtsgebiet befinden sich Stand 2025 die folgenden 35 Bäume und Baumgruppen, die als Naturdenkmale geschützt sind. Des Weiteren führt die Liste vier ehemalige Naturdenkmale auf.

| Bild            | Nr.  | Bezeichnung   | Standort                                                                 | Beschreibung | Schutzzweck | Verordnung |
| --------------- | ---- | ------------- | ------------------------------------------------------------------------ | --- | ----------- | ---------- |
| BW              | 72   | Kiefer        | Gorlosen Grittel (53° 10′ 18,1″ N, 11° 26′ 12,4″ O)                      | |             | [ 1 ]      |
| BW              | 76   | Eiche         | Gorlosen Boek (53° 12′ 10,7″ N, 11° 26′ 36″ O)                           | Der Schutzstatus wurde 2017 aufgehoben. |             | [ 1 ]      |
| BW              | 79   | Kiefer        | Gorlosen Boek (53° 12′ 23,6″ N, 11° 27′ 1,2″ O)                          | |             | [ 1 ]      |
| Fotos hochladen | 82   | Badey-Linde   | Gorlosen nördlich neben der Dorfkirche (53° 11′ 9,5″ N, 11° 27′ 35,7″ O) | Statt wie ursprünglich geplant den Schutz des Baumes wegen Stammfäule aufzuheben, hat man im Jahr 2001 eine erfolgreiche Pflegemaßnahme durchgeführt, sodass die Krone beginnt sich zu erholen. Die Linde wurde nach dem Pastor Badey (bzw. Bardey) benannt, der bis 1811 Pastor in Gorlosen war. |             | [ 1 ]      |
| BW              | 133  | Linde         | Muchow (53° 18′ 48,9″ N, 11° 41′ 17,4″ O)                                | |             | [ 1 ]      |
| BW              | 134  | Stieleiche    | Balow (53° 16′ 3,5″ N, 11° 44′ 17,4″ O)                                  | Der Stamm weist Borkenschäden auf und ein Starkast dieses Baumes ist abgestorben. |             | [ 1 ]      |
| BW              | 135  | Eiche         | Karstädt (53° 17′ 15,1″ N, 11° 25′ 1,7″ O)                               | |             | [ 1 ]      |
| BW              | 136  | Eiche         | Balow (53° 15′ 0,3″ N, 11° 42′ 26,9″ O)                                  | |             | [ 1 ]      |
| BW              | 137  | Eiche         | Eldena Güritz (53° 15′ 29,1″ N, 11° 28′ 39,8″ O)                         | Der Schutzstatus wurde 2017 aufgehoben. |             | [ 1 ]      |
| BW              | 138  | Eiche         | Möllenbeck (53° 16′ 55,7″ N, 11° 44′ 5,7″ O)                             | Der Schutzstatus wurde 2004 aufgehoben. |             | [ 1 ]      |
| BW              | 139  | Eiche         | Möllenbeck (53° 17′ 1,7″ N, 11° 44′ 7,5″ O)                              | |             | [ 1 ]      |
| BW              | 140  | Stieleiche    | Möllenbeck (53° 17′ 3,6″ N, 11° 44′ 44″ O)                               | Es handelt sich um einen vitalen Baum, dessen breite Krone in etwa 3 Meter Höhe ansetzt. |             | [ 1 ]      |
| BW              | 141  | Eiche         | Grabow Steesow (53° 9′ 13,5″ N, 11° 29′ 42,6″ O)                         | |             | [ 1 ]      |
| BW              | 142  | Eiche         | Gorlosen Dadow (53° 13′ 20,8″ N, 11° 29′ 31,5″ O)                        | |             | [ 1 ]      |
| BW              | 143  | Eiche         | Eldena auf dem Friedhof (53° 13′ 41,3″ N, 11° 25′ 20,5″ O)               | Die Unterschutzstellung erfolgte 2004. |             | [ 7 ]      |
| BW              | 146a | Eibe          | Möllenbeck (53° 16′ 57,8″ N, 11° 44′ 26,9″ O)                            | |             | [ 1 ]      |
| BW              | 146b | Eibe          | Möllenbeck (53° 16′ 57,7″ N, 11° 44′ 26,1″ O)                            | |             | [ 1 ]      |
| BW              | 151  | Eiche         | Grabow Zuggelrade (53° 8′ 39,7″ N, 11° 28′ 44,8″ O)                      | |             | [ 1 ]      |
| BW              | 152  | Eiche         | Brunow (53° 15′ 43,2″ N, 11° 48′ 25,1″ O)                                | |             | [ 1 ]      |
| BW              | 155  | Eiche         | Prislich Werle (53° 15′ 44,4″ N, 11° 40′ 54,9″ O)                        | |             | [ 1 ]      |
| BW              | 156  | Eiche         | Prislich Werle (53° 15′ 51,1″ N, 11° 40′ 58,3″ O)                        | |             | [ 1 ]      |
| BW              | 157  | Eiche         | Prislich Werle (53° 15′ 44,6″ N, 11° 40′ 11,1″ O)                        | |             | [ 1 ]      |
| BW              | 158  | Mordeiche     | Prislich Werle (53° 15′ 4,3″ N, 11° 40′ 37,4″ O)                         | Durch viele Abbrüche ist der Stamm dieser Stieleiche bis in knapp 10 Meter Höhe ohne Äste. Die Bezeichnung Mordeiche soll Überlieferungen zufolge daher stammen, dass dieser Ort bevorzugt für Suizide genutzt worden sei.                                                                        |             | [ 1 ]      |
| BW              | 159  | Eiche         | Prislich Werle (53° 15′ 40″ N, 11° 40′ 35,6″ O)                          | |             | [ 1 ]      |
| BW              | 162  | Eiche         | Prislich Neese (53° 15′ 6,5″ N, 11° 37′ 39,5″ O)                         | |             | [ 1 ]      |
| BW              | 163a | Eiche         | Kremmin Beckentin (53° 14′ 15,3″ N, 11° 35′ 12,4″ O)                     | Der Baum steht zusammen mit weiteren Eichen auf dem alten Friedhof. Die korrekten Koordinaten können leicht abweichen. |             | [ 1 ]      |
| BW              | 163b | Eiche         | Kremmin Beckentin (53° 14′ 15,3″ N, 11° 35′ 12,4″ O)                     | Der Baum steht zusammen mit weiteren Eichen auf dem alten Friedhof. Die korrekten Koordinaten können leicht abweichen. |             | [ 1 ]      |
| BW              | 163c | Eiche         | Kremmin Beckentin (53° 14′ 15,3″ N, 11° 35′ 12,4″ O)                     | Der Baum steht zusammen mit weiteren Eichen auf dem alten Friedhof. Die korrekten Koordinaten können leicht abweichen. |             | [ 1 ]      |
| BW              | 163d | Eiche         | Kremmin Beckentin (53° 14′ 15,3″ N, 11° 35′ 12,4″ O)                     | Der Baum steht zusammen mit weiteren Eichen auf dem alten Friedhof. Die korrekten Koordinaten können leicht abweichen. |             | [ 1 ]      |
| BW              | 163e | Eiche         | Kremmin Beckentin (53° 14′ 15,3″ N, 11° 35′ 12,4″ O)                     | Der Baum steht zusammen mit weiteren Eichen auf dem alten Friedhof. Die korrekten Koordinaten können leicht abweichen. |             | [ 1 ]      |
| BW              | 163f | Eiche         | Kremmin Beckentin (53° 14′ 15,3″ N, 11° 35′ 12,4″ O)                     | Der Baum steht zusammen mit weiteren Eichen auf dem alten Friedhof. Die korrekten Koordinaten können leicht abweichen. |             | [ 1 ]      |
| BW              | 163g | Eiche         | Kremmin Beckentin (53° 14′ 15,3″ N, 11° 35′ 12,4″ O)                     | Der Baum steht zusammen mit weiteren Eichen auf dem alten Friedhof. Die korrekten Koordinaten können leicht abweichen. |             | [ 1 ]      |
| BW              | 167  | Eiche         | Prislich Neese (53° 15′ 34,3″ N, 11° 36′ 23″ O)                          | |             | [ 1 ]      |
| BW              | 168  | Eiche         | Prislich Neese (53° 15′ 32,3″ N, 11° 36′ 26,3″ O)                        | |             | [ 1 ]      |
| BW              | 202  | Eiche         | Grabow Wanzlitz (53° 14′ 55,1″ N, 11° 31′ 38,2″ O)                       | Der Schutzstatus wurde 2004 aufgehoben. |             | [ 1 ]      |
| BW              | 208  | Lindenrondell | Grabow (53° 15′ 25,9″ N, 11° 34′ 55,8″ O)                                | Ursprünglich 40 Sommerlinden sind in Form eines Doppelkreises mit etwa 35 Metern Durchmesser gepflanzt worden. Hiervon sind noch 30 Altbäume vorhanden. Die Stadt Grabow hat eine Nachpflanzung vorgenommen.                                                                                      |             | [ 1 ]      |
| BW              | 210  | Stieleiche    | Grabow (53° 18′ 1,9″ N, 11° 33′ 52,1″ O)                                 | Aufgrund der zweistämmigen Form könnte es sich um zwei miteinander zusammengewachsene Bäume handeln. |             | [ 1 ]      |
| BW              | 212  | Eiche         | Grabow (53° 17′ 47,9″ N, 11° 33′ 53,3″ O)                                | |             | [ 1 ]      |
| BW              | 214  | Stieleiche    | Grabow (53° 16′ 57,2″ N, 11° 33′ 41,3″ O)                                | Der Baum besitzt einen breiten Stammfuß und hat Blitzschäden sowie viele eingekürzte Äste. |             | [ 1 ]      |

## Flächennaturdenkmale
Es gibt mit Stand 2022 zwei Flächennaturdenkmale im Amt Grabow.

| Bild | Nr.         | Bezeichnung                               | Standort                                             | Beschreibung                                                                                            | Schutzzweck | Verordnung                                                             |
| ---- | ----------- | ----------------------------------------- | ---------------------------------------------------- | --- | ----------- | ---------------------------------------------------------------------- |
| BW   | fnd_lwl_076 | Orchideen-Standort in der Gemeinde Eldena | Eldena (53° 16′ 21,4″ N, 11° 27′ 19,3″ O)            | 1962 wurde eine Fläche von 0,47 ha unter Schutz gestellt.                                               |             | Beschluss des Rates des Kreises Ludwigslust Nr. 72-9/62 vom 05.02.1962 |
| BW   | fnd_lwl_115 | Alter Friedhof Beckentin                  | Kremmin Beckentin (53° 14′ 15,2″ N, 11° 35′ 12,4″ O) | Auf der Fläche von 0,62 ha befinden sich mehrere Eichen, die als einzelne Naturdenkmale geschützt sind. |             |                                                                        |